# Bren (Drôme)
Bren ist eine französische Gemeinde mit 680 Einwohnern (Stand 1. Januar 2022) im Norden des Départements Drôme in der Region Auvergne-Rhône-Alpes. Die Einwohner dieser Gemeinde nennen sich Brennois und Brennoises.

## Geographie
Bren liegt 14 Kilometer von Romans-sur-Isère entfernt.

## Bevölkerungsentwicklung
| Jahr                       | 1962 | 1968 | 1975 | 1982 | 1990 | 1999 | 2007 | 2016 |
| Einwohner                  | 285  | 273  | 281  | 376  | 431  | 471  | 534  | 557  |
| Quellen: Cassini und INSEE |      |      |      |      |      |      |      |      |

## Sehenswürdigkeiten

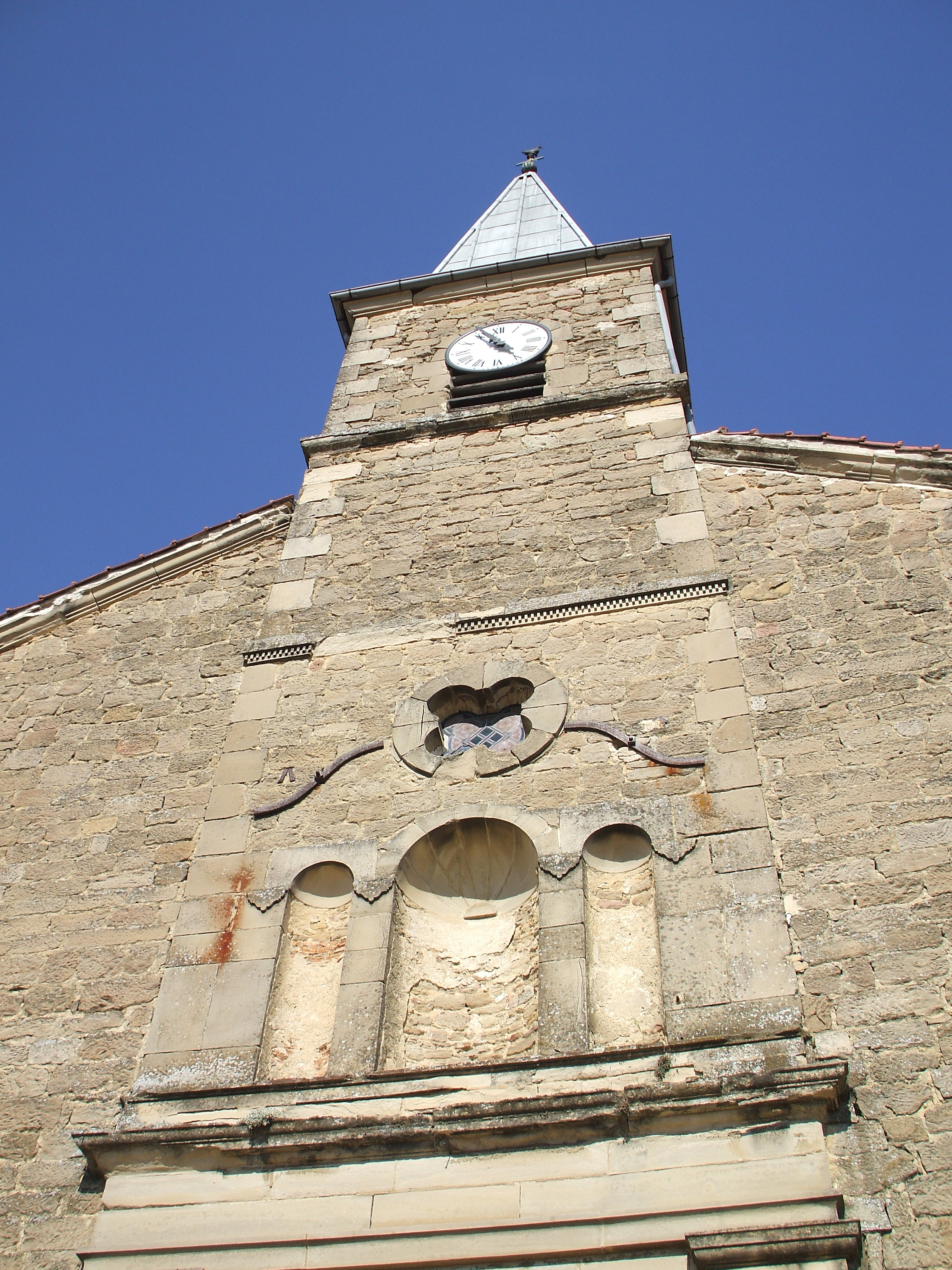
Kirche Saint-Laurent
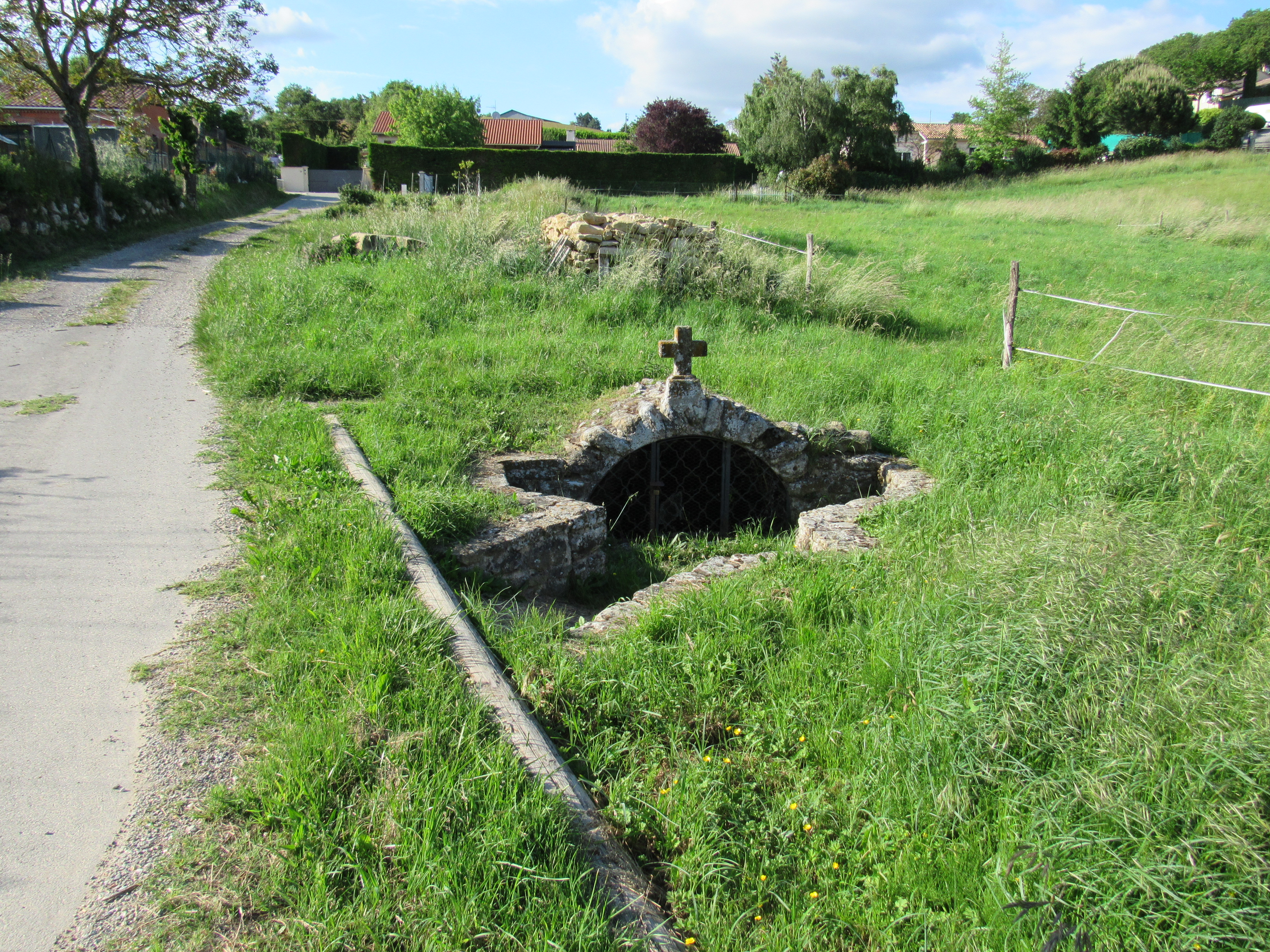
Quelle Saint-Laurent

- Kirche Saint-Laurent
- Quelle Saint-Laurent